# Chionaema bicolor
Chionaema bicolor är en fjärilsart som beskrevs av Rothschild 1913. Chionaema bicolor ingår i släktet Chionaema och familjen björnspinnare. Inga underarter finns listade i Catalogue of Life.